# Avon-by-the-Sea
Avon-by-the-Sea è un comune (borough) degli Stati Uniti d'America, situato nello stato del New Jersey, nella contea di Monmouth.